# Élections à Olivet
 (août 2023).
Pour les articles homonymes, voir Olivet.
Cette page recense les résultats de l'ensemble des votes, élections et référendums ayant eu lieu dans la commune d'Olivet (Loiret) depuis 2000.

## Élections municipales

### 2008
Les élections municipales de 2008 ont lieu le 9 et le 16 mars 2008. Pour la commune d'Olivet, les conseillers municipaux sont élus selon le mode de scrutin de liste à deux tours avec représentation proportionnelle. Compte tenu du nombre d'habitants dans la commune lors du dernier recensement, le conseil municipal est composé de 33 membres conformément au Code général des collectivités territoriales. Cinq listes sont déposées. À l'issue des élections qui se déroulent en un seul tour et dont les résultats figurent ci-après, Hugues Saury est réélu maire.
|                                           | Tendance                                  | Tête de liste                             | Liste                                     | Voix          | %        | %       | Sièges | Sièges |
| Exprimés                                  | Tendance                                  | Tête de liste                             | Liste                                     | Voix          | Inscrits | Nombre  | %      |        |
| ----------------------------------------- | ----------------------------------------- | ----------------------------------------- | ----------------------------------------- | ------------- | -------- | ------- | ------ | ------ |
|                                           | Majorité présidentielle                   | Hugues Saury                              | Olivet 2008                               | 4 088         | 50,87 %  | 30,47 % | 26     | 72,22  |
|                                           | DVG                                       | Yves Martinez                             | Olivet Ensemble Autrement                 | 1 335         | 16,61 %  | 9,95 %  | 2      | 5,56   |
|                                           | DVG                                       | Jean-Christophe Haglund                   | Pour Olivet, Citoyenne                    | 1 155         | 14,37 %  | 8,61 %  | 2      | 5,56   |
|                                           | Centre - MoDem                            | Michel Mudry                              | Olivet Alternative                        | 1 458         | 18,14 %  | 10,87 % | 3      | 8,33   |
| Total exprimés                            | Total exprimés                            | Total exprimés                            | Total exprimés                            | 8 036         | 100 %    | 59,89 % |        |        |
| Total votants : exprimés + blancs ou nuls | Total votants : exprimés + blancs ou nuls | Total votants : exprimés + blancs ou nuls | Total votants : exprimés + blancs ou nuls | 8 322 (286)   | -        | 62,02 % |        |        |
| Total inscrits : votants + abstentions    | Total inscrits : votants + abstentions    | Total inscrits : votants + abstentions    | Total inscrits : votants + abstentions    | 13 418 (5096) | -        | 100 %   |        |        |

## Élections cantonales
L'élection des conseillers généraux a lieu au scrutin uninominal majoritaire à deux tours, la moitié des sièges dans chaque département étant renouvelée tous les trois ans. Le département du Loiret comprend 41 cantons. La commune d'Olivet est sur le territoire du canton d'Olivet.

### 2008
Les élections cantonales de 2008 ont lieu les 9 et 16 mars 2008.
Hugues Saury (UMP) est élu conseiller général au 2e tour avec 44,37 % des suffrages exprimés sur le canton et 48,27 % sur la commune. Il devance Pascale Adam (Europe Écologie Les Verts) qui obtient 29,48 % sur la commune et 30,79 % sur le canton. Le taux de participation est de 49,53 % sur la commune et de 54,46 % sur le canton.

## Élections régionales
Les élections régionales renouvellent les 25 conseils régionaux de Métropole et d'outre-mer ainsi que l'Assemblée de Corse. Les conseillers régionaux sont élus dans chaque région au scrutin de liste à deux tours sans adjonction ni suppression de noms et sans modification de l'ordre de présentation. Dans la région Centre, 77 sièges sont à pourvoir. 

### 2010
Les élections régionales de 2010 ont lieu les 14 et 21 mars. Les résultats pour la commune sont les suivants :
|  | Tendance                | Tête de liste    | Liste                                             | Commune | Région  | Sièges |
|  | ----------------------- | ---------------- | ------------------------------------------------- | ------- | ------- | ------ |
|  | Union de la gauche      | François Bonneau | Ensemble pour la région Centre                    | 46,67 % | 50 %    | 49     |
|  | Majorité présidentielle | Hervé Novelli    | Il faut changer pour mieux vivre en région Centre | 44,22 % | 36,46 % | 21     |
|  | FN                      | Philippe Loiseau | Les Français d'abord                              | 9,1 %   | 13,54 % | 7      |

### 2004
Les élections régionales de 2004 ont lieu les 21 et 28 mars.Les résultats pour la commune sont les suivants :
|  | Tendance                         | Tête de liste | Liste                                                                                            | Commune | Région  | Sièges |
|  | -------------------------------- | ------------- | ------------------------------------------------------------------------------------------------ | ------- | ------- | ------ |
|  | UMP - MPF                        | Serge Vinçon  | La nouvelle équipe du Centre                                                                     | 46,36 % | 34,39 % | 20     |
|  | PS - PCF - Les Verts - PRG - MRC | Michel Sapin  | L'union à gauche                                                                                 | 43,62 % | 49,15 % | 48     |
|  | FN                               | Jean Verdon   | Front national pour la région Centre présentée par Jean-Marie Le Pen et conduite par Jean Verdon | 10,03 % | 16,46 % | 9      |

## Élections législatives

### 2012
Les élections législatives de 2012 se déroulent sur deux tours de scrutin les 10 et 17 juin, dans la continuité de l'élection présidentielle qui s'est tenue les 22 avril et 6 mai 2012, selon un mode de scrutin uninominal majoritaire à deux tours. Un redécoupage des circonscriptions législatives est réalisé en 2010 pour tenir compte de l'évolution de la démographie française et pour répondre à une demande du Conseil constitutionnel. Le nombre total de députés, 577, désormais inscrit dans la Constitution depuis la réforme de la constitution française de juillet 2008, reste inchangé, mais certains départements voient le nombre de circonscriptions et leur composition modifiés. Le département du Loiret voit ainsi leur nombre passer de 5 à 6.

La commune n'est pas concernée par le redécoupage et reste rattachée à la 1re circonscription.
- 1re circonscription : 55,89 % pour Olivier Carré (UMP, élu au 2e tour avec 51,84 % des suffrages exprimés[19]), 44,11 % pour Jean-Philippe Grand (VEC), 61,68 % de participation[20].

### 2007
Les élections législatives de 2007 se déroulent sur deux tours de scrutin les 10 et 17 juin. Le découpage électoral est le même que celui des élections de 2002. Sans surprise, la majorité sortante UMP est reconduite, quelques semaines après l'élection de Nicolas Sarkozy à la présidence de la République, avec toutefois un nombre de sièges réduit par rapport aux précédentes élections. Dans la 1re circonscription du département du Loiret, dont dépend la commune d'Olivet, Olivier Carre est élu au 2e tour avec 54,95% des suffrages. Les résultats pour la commune sont les suivants :
- 1re circonscription : 60,56 % pour Olivier Carre (Union pour la Majorité présidentielle, élu au 2e tour avec 54,95 % des suffrages exprimés[22]), 39,44 % pour Marie-Madeleine Mialot (UMP), 40,41 % de participation[23].

### 2002
Les élections législatives de 2002 des députés de la XIIe législature ont lieu les 9 et 16 juin 2002, dans la foulée de l'élection présidentielle de 2002 qui a vu la réélection de Jacques Chirac. La droite parlementaire sort largement vainqueur de ces élections, marquées par un nouveau record d'abstention (39%). Les députés sont élus au scrutin uninominal majoritaire à deux tours dans 577 circonscriptions, le département du Loiret en comportant cinq. La commune d'Olivet est sur le territoire de la 1re circonscription qui voit la victoire de Antoine Carré (Union pour la Majorité présidentielle, élu au 2e tour avec 59,46 % des suffrages exprimés). Les résultats au niveau de la commune sont les suivants :
- 1re circonscription : 64,25 % pour Antoine Carré (Union pour la Majorité présidentielle, élu au 2e tour avec 59,46 % des suffrages exprimés), 35,75 % pour Jean-Pierre Delport (PS), 65,74 % de participation[25].

## Élections présidentielles

### 2017
Le premier tour de l'élection présidentielle de 2017 voit s'affronter onze candidats. Emmanuel Macron arrive en tête devant Marine Le Pen et tous deux se qualifient pour le second tour. Néanmoins, avec François Fillon et Jean-Luc Mélenchon, les scores des quatre candidats ayant recueilli le plus de voix sont serrés (4,43 points entre le 1er et le 4e). Pour la première fois, aucun des candidats des deux partis politiques pourvoyeurs jusque-là des présidents de la Ve République, n'est présent au second tour. Celui-ci se tient le dimanche 7 mai et se solde par la victoire d'Emmanuel Macron, avec un total de 20 753 798 bulletins de vote en sa faveur, soit 66,10 % des suffrages exprimés, face à la candidate du Front national, qui recueille 33,90 %. Le scrutin est néanmoins marqué par une forte abstention et par un record de votes blancs ou nuls. 
À Olivet, Emmanuel Macron arrive en tête du premier tour avec 32,15 % des exprimés, suivie de François Fillon avec 28,46 %, Jean-Luc Mélenchon avec 13,85 %,  Marine Le Pen avec 11,74 % et Benoît Hamon avec 6,08 %. Au second tour, les électeurs ont voté à 78,92 % pour Emmanuel Macron contre 21,08 % pour Marine Le Pen avec un taux d’abstention de 20,23 % des inscrits.
|                                     | Parti  | Nom                   | Premier tour | Premier tour | Premier tour | Second tour | Second tour | Second tour |
| Voix                                | Parti  | Nom                   | %            | %            | Voix         | %           | %           |             |
| Voix                                | Parti  | Nom                   | Inscrits     | Exprimés     | Voix         | Inscrits    | Exprimés    |             |
| ----------------------------------- | ------ | --------------------- | ------------ | ------------ | ------------ | ----------- | ----------- | ----------- |
|                                     | EM     | Emmanuel Macron       | 3 902        | 26,46 %      | 32,15 %      | 8 299       | 56,3 %      | 78,92 %     |
|                                     | LR     | François Fillon       | 3 454        | 23,42 %      | 28,46 %      |             |             |             |
|                                     | LFi    | Jean-Luc Mélenchon    | 1 681        | 11,4 %       | 13,85 %      |             |             |             |
|                                     | FN     | Marine Le Pen         | 1 425        | 9,66 %       | 11,74 %      | 2 217       | 15,04 %     | 21,08 %     |
|                                     | PS     | Benoît Hamon          | 738          | 5 %          | 6,08 %       |             |             |             |
|                                     | DlF    | Nicolas Dupont-Aignan | 585          | 3,97 %       | 4,82 %       |             |             |             |
|                                     | UPR    | François Asselineau   | 101          | 0,68 %       | 0,83 %       |             |             |             |
|                                     | RES    | Jean Lassalle         | 85           | 0,58 %       | 0,7 %        |             |             |             |
|                                     | NPA    | Philippe Poutou       | 79           | 0,54 %       | 0,65 %       |             |             |             |
|                                     | LO     | Nathalie Arthaud      | 61           | 0,41 %       | 0,5 %        |             |             |             |
|                                     | SeP    | Jacques Cheminade     | 24           | 0,16 %       | 0,2 %        |             |             |             |
|                                     |        |                       |              |              |              |             |             |             |
|                                     |        |                       | Nombre       | % inscrits   | % votants    | Nombre      | % inscrits  | % votants   |
| Inscrits (votants + abstentions)    | 14 746 |                       |              | 14 741       |              |             |             |             |
| Abstentions                         | 2 403  | 16,3 %                |              | 2 982        | 20,23 %      |             |             |             |
| Votants (exprimés + blancs ou nuls) | 12 343 | 83,7 %                |              | 11 759       | 79,77 %      |             |             |             |
| Blancs ou nuls                      | 208    | 1,41 %                | 1,69 %       | 1 243        | 8,44 %       | 10,57 %     |             |             |
| Exprimés                            | 12 135 | 82,29 %               | 98,31 %      | 10 516       | 71,34 %      | 89,43 %     |             |             |

### 2012
Le premier tour de l'élection présidentielle de 2012 voit s'affronter dix candidats. François Hollande, candidat du Parti socialiste, et Nicolas Sarkozy, président sortant et candidat de l'UMP, se qualifient pour le second tour, avec respectivement 28,63 % et 27,18 % des suffrages exprimés. Parmi les candidats éliminés, Marine Le Pen (17,90 %), Jean-Luc Mélenchon (11,10 %) et François Bayrou (9,13 %) obtiennent des scores significatifs. À l'issue du second tour, deux semaines plus tard, François Hollande est élu président de la République avec 51,64 % des suffrages exprimés, contre 48,36 % à son adversaire.
À Olivet, Nicolas Sarkozy arrive en tête du premier tour avec 36,06 %, suivi de François Hollande avec 26,21 %, puis de François Bayrou avec 12,55 %, puis Marine Le Pen avec 11,74 %, puis Jean-Luc Mélenchon avec 7,57 %, aucun autre candidat ne dépassant le seuil des 5 %. Au second tour, les électeurs ont voté à 43,82 % pour François Hollande contre 56,18 % pour Nicolas Sarkozy avec un taux d’abstention de 84,82 %.
|                                           | Parti         | Nom                   | Premier tour | Premier tour  | Premier tour | Second tour | Second tour | Second tour |
| Voix                                      | Parti         | Nom                   | %            | %             | Voix         | %           | %           |             |
| Voix                                      | Parti         | Nom                   | Exprimés     | Inscrits      | Voix         | Exprimés    | Inscrits    |             |
| ----------------------------------------- | ------------- | --------------------- | ------------ | ------------- | ------------ | ----------- | ----------- | ----------- |
|                                           | UMP-NC        | Nicolas Sarkozy       | 4 142        | 36,06 %       | 29,62 %      | 6 366       | 56,18 %     | 45,53       |
|                                           | PS-PRG        | François Hollande     | 3 011        | 26,21 %       | 21,53 %      | 4 965       | 43,82 %     | 35,51       |
|                                           | MoDem         | François Bayrou       | 1442         | 12,55 %       | 10,31 %      |             |             |             |
|                                           | FN            | Marine Le Pen         | 1349         | 11,74 %       | 9,65 %       |             |             |             |
|                                           | FG-PCF        | Jean-Luc Mélenchon    | 870          | 7,57 %        | 6,22 %       |             |             |             |
|                                           | EELV          | Eva Joly              | 298          | 2,59 %        | 2,13 %       |             |             |             |
|                                           | DLR           | Nicolas Dupont-Aignan | 231          | 2,01 %        | 1,65 %       |             |             |             |
|                                           | NPA           | Philippe Poutou       | 74           | 0,64 %        | 0,53 %       |             |             |             |
|                                           | LO            | Nathalie Arthaud      | 42           | 0,37 %        | 0,30 %       |             |             |             |
|                                           | SP            | Jacques Cheminade     | 29           | 0,25 %        | 0,21 %       |             |             |             |
|                                           |               | Total exprimés        | 11 488       | -             | 82,17 %      | 11 331      | -           | 81,03 %     |
| Total votants : exprimés + blancs ou nuls | 11 664 (176)  | -                     | 83,43 %      | 11 861 (530)  | -            | 84,82 %     |             |             |
| Total inscrits : votants + abstentions    | 13 980 (2316) | -                     | 100 %        | 13 983 (2122) | -            | 100 %       |             |             |

### 2007
Le premier tour de l'élection présidentielle de 2007 a été marqué par une participation exceptionnelle avec un score de 83,97 % des inscrits. Ce taux est comparable à celui du premier tour de l'élection présidentielle de 1965 qui était de 84,7 % et celle de 1974 qui était de 84,2 %. Nicolas Sarkozy (31,18 %) et Ségolène Royal (25,87 %) arrivent en tête pour le premier tour de l'élection devant François Bayrou (18,57 %) et Jean-Marie Le Pen (10,44 %). Au second tour, Nicolas Sarkozy est élu Président de la République française, avec 53,06 % des suffrages, contre Ségolène Royal avec 46,94 %. 
À Olivet Nicolas Sarkozy est arrivé en tête au premier tour avec 38,51 %, suivi de François Bayrou avec 23,04 %, Ségolène Royal avec 22,03 % et enfin Jean-Marie Le Pen avec 6,31 %, aucun autre candidat ne dépassant le seuil des 5 %. Au second tour, les électeurs ont voté à 60,07 % pour Nicolas Sarkozy contre 39,93 % pour Ségolène Royal avec un taux d’abstention de 11,32 %.
|                                           | Parti          | Nom                  | Premier tour | Premier tour  | Premier tour | Second tour | Second tour | Second tour |
| Voix                                      | Parti          | Nom                  | %            | %             | Voix         | %           | %           |             |
| Voix                                      | Parti          | Nom                  | Exprimés     | Inscrits      | Voix         | Exprimés    | Inscrits    |             |
| ----------------------------------------- | -------------- | -------------------- | ------------ | ------------- | ------------ | ----------- | ----------- | ----------- |
|                                           | UMP            | Nicolas Sarkozy      | 4 428        | 38,51 %       | 33,45 %      | 6 768       | 60,07 %     | 51,13       |
|                                           | MoDem          | François Bayrou      | 2 649        | 23,04 %       | 21,14 %      |             |             |             |
|                                           | PS             | Ségolène Royal       | 2533         | 22,03 %       | 20,21 %      | 4 498       | 39,93 %     | 33,98       |
|                                           | FN             | Jean-Marie Le Pen    | 726          | 6,31 %        | 5,80 %       |             |             |             |
|                                           | MPF            | Philippe de Villiers | 323          | 2,81 %        | 2,58 %       |             |             |             |
|                                           | Verts          | Dominique Voynet     | 236          | 2,05 %        | 1,88 %       |             |             |             |
|                                           | LCR            | Olivier Besancenot   | 228          | 1,98 %        | 1,82 %       |             |             |             |
|                                           | PCF            | Marie-George Buffet  | 118          | 1,03 %        | 0,94 %       |             |             |             |
|                                           | Sans étiquette | José Bové            | 96           | 0,83 %        | 0,77 %       |             |             |             |
|                                           | LO             | Arlette Laguiller    | 85           | 0,74 %        | 0,68 %       |             |             |             |
|                                           | CPNT           | Frédéric Nihous      | 61           | 0,53 %        | 0,49 %       |             |             |             |
|                                           | PT             | Gérard Schivardi     | 15           | 0,13 %        | 0,12 %       |             |             |             |
|                                           |                | Total exprimés       | 11 498       | -             | 86,87 %      | 11 266      | -           | 85,12 %     |
| Total votants : exprimés + blancs ou nuls | 11 610 (112)   | -                    | 87,72 %      | 11 738 (472)  | -            | 88,68 %     |             |             |
| Total inscrits : votants + abstentions    | 13 236 (1626)  | -                    | 100 %        | 13 236 (1498) | -            | 100 %       |             |             |

### 2002
Le 21 avril 2002 est inédit dans la vie politique française, puisqu'un représentant d'un parti classé à l'extrême droite de l'échiquier politique a réussi à se qualifier pour le second tour d'une élection présidentielle. Jacques Chirac est réélu président de la république avec le plus fort score depuis la création de la Cinquième République : 82,21 % ; Jean-Marie Le Pen obtient 17,79 % des suffrages exprimés.
 À Olivet (Loiret), Jacques Chirac arrive en tête au premier tour avec 21,85 %, suivi de Lionel Jospin avec 14,83 % et enfin de Jean-Marie Le Pen avec 13,76 %. Viennent ensuite François Bayrou avec 11,24 %, puis Jean-Pierre Chevènement avec 6,81 %, Alain Madelin avec 5,85 % et Noël Mamère avec 5,64 %, aucun autre candidat ne dépassant le seuil des 5 %. Au second tour, les électeurs ont voté à 88,17 % pour Jacques Chirac contre 11,83 % pour Jean-Marie Le Pen avec un taux d’abstention de 14,98 %, résultat supérieur aux tendances nationales.
|                                           | Parti         | Nom                     | Premier tour | Premier tour  | Premier tour | Second tour | Second tour | Second tour |
| Voix                                      | Parti         | Nom                     | %            | %             | Voix         | %           | %           |             |
| Voix                                      | Parti         | Nom                     | Exprimés     | Inscrits      | Voix         | Exprimés    | Inscrits    |             |
| ----------------------------------------- | ------------- | ----------------------- | ------------ | ------------- | ------------ | ----------- | ----------- | ----------- |
|                                           | UMP           | Jacques Chirac          | 2 084        | 21,85 %       | 16,64 %      | 9 022       | 88,17 %     | 72,06       |
|                                           | PS            | Lionel Jospin           | 1 415        | 14,83 %       | 11,30 %      |             |             |             |
|                                           | FN            | Jean-Marie Le Pen       | 1313         | 13,76 %       | 10,48 %      | 1 211       | 11,83 %     | 9,67        |
|                                           | MoDem         | François Bayrou         | 1072         | 11,24 %       | 8,56 %       |             |             |             |
|                                           | MRC           | Jean-Pierre Chevènement | 650          | 6,81 %        | 5,19 %       |             |             |             |
|                                           | DL            | Alain Madelin           | 558          | 5,85 %        | 4,46 %       |             |             |             |
|                                           | Verts         | Noël Mamère             | 538          | 5,64 %        | 4,30 %       |             |             |             |
|                                           | LO            | Arlette Laguiller       | 323          | 3,39 %        | 2,58 %       |             |             |             |
|                                           | Cap21         | Corinne Lepage          | 282          | 2,96 %        | 2,25 %       |             |             |             |
|                                           | LCR           | Olivier Besancenot      | 265          | 2,78 %        | 2,12 %       |             |             |             |
|                                           | PRG           | Christiane Taubira      | 237          | 2,48 %        | 1,89 %       |             |             |             |
|                                           | CPNT          | Jean Saint-Josse        | 212          | 2,22 %        | 1,69 %       |             |             |             |
|                                           | MNR           | Bruno Mégret            | 201          | 2,11 %        | 1,60 %       |             |             |             |
|                                           | FRS           | Christine Boutin        | 194          | 2,03 %        | 1,55 %       |             |             |             |
|                                           | PCF           | Robert Hue              | 167          | 1,75 %        | 1,33 %       |             |             |             |
|                                           | PT            | Daniel Gluckstein       | 28           | 0,29 %        | 0,22 %       |             |             |             |
|                                           |               | Total exprimés          | 9 539        | -             | 76,16 %      | 10 233      | -           | 81,73 %     |
| Total votants : exprimés + blancs ou nuls | 9 779 (240)   | -                       | 78,08 %      | 10 645 (412)  | -            | 85,02 %     |             |             |
| Total inscrits : votants + abstentions    | 12 525 (2746) | -                       | 100 %        | 12 520 (1875) | -            | 100 %       |             |             |

## Référendums
Le référendum sur le quinquennat présidentiel, visant à réduire la durée du mandat présidentiel de sept à cinq ans, a lieu le 24 septembre 2000. La question posée est : « Approuvez-vous le projet de loi constitutionnelle fixant la durée du mandat du président de la République à cinq ans ? » Les électeurs votent « oui » à une large majorité (73,21 % des suffrages exprimés), dans un contexte de forte abstention (69,81 %). Localement, les votes sont respectivement de 71,9 % pour le "oui" et de 28,1 % pour le "non".
Le référendum français sur le traité établissant une Constitution pour l'Europe a eu lieu le 29 mai 2005. À la question « Approuvez-vous le projet de loi qui autorise la ratification du traité établissant une Constitution pour l'Europe ? », le « non » recueille 54,68 % des suffrages exprimés. Ce troisième référendum français sur un traité européen (après ceux de 1972 et 1992) est le premier à être rejeté. Localement les électeurs de la commune votent à 63,24 % pour le "oui" et à 36,76 % pour le "non".
| Référendums. | Référendums.      | Référendums.      | Référendums.      | Référendums.      | Référendums.      | Référendums.      | Référendums.  |
| Année        | Oui (national)    | Oui (national)    | Oui (national)    | Non (national)    | Non (national)    | Non (national)    | Participation |
| ------------ | ----------------- | ----------------- | ----------------- | ----------------- | ----------------- | ----------------- | ------------- |
| 2000         | 71,9 % (73,21 %)  | 71,9 % (73,21 %)  | 71,9 % (73,21 %)  | 28,1 % (26,79 %)  | 28,1 % (26,79 %)  | 28,1 % (26,79 %)  | 37,01 %       |
| 2005         | 63,24 % (45,33 %) | 63,24 % (45,33 %) | 63,24 % (45,33 %) | 36,76 % (54,67 %) | 36,76 % (54,67 %) | 36,76 % (54,67 %) | 76,11 %       |